# Nadzikambia baylissi
Nadzikambia baylissi — вид ігуаноподібних ящірок родини хамелеонових (Chamaeleonidae). Ендемік Мозамбіку.

## Поширення і екологія
Nadzikambia baylissi мешкають на схилах гори Мабу в центральному Мозамбіку. Вони живуть у вологих гірських тропічних лісах, на висоті від 900 до 1400 м над рівнем моря.

## Збереження
МСОП класифікує стан збереження цього виду як близький до загрозливого. Nadzikambia baylissi може загрожувати знищення природного середовища.